# Asteria Regio
L'Asteria Regio è una struttura geologica della superficie di Venere.